# Ernst Sittig
Ernst Carl Wilhelm Sittig (* 1. Februar 1887 in Berlin; † 25. Dezember 1955 in Tübingen) war ein deutscher Klassischer Philologe und Sprachwissenschaftler.

## Leben
Ernst Sittig besuchte das Gymnasium in Berlin und studierte anschließend Philologie an den Universitäten Jena, Berlin und Halle. In Tübingen wurde er Mitglied der Sängerschaft Hohentübingen. In Halle wurde er 1911 mit der Dissertation De Graecorum nominibus Theophoris zum Dr. phil. promoviert, wobei er sich schon während des Studiums der vergleichenden Sprachwissenschaft zuwandte. Sittig legte Dolmetscherexamen für Polnisch, Russisch, Bulgarisch und Neugriechisch ab und war ab 1914 Studienreferendar.
Im Ersten Weltkrieg diente Ernst Sittig in einer Dechiffrierabteilung des Heeres. Dem schloss sich von 1919 bis 1924 eine Anstellung als Beamter im höheren Chiffrierdienst des Auswärtigen Amtes an. An der Universität Berlin habilitierte sich Sittig 1923 als Privatdozent für Slawistik und vergleichende Sprachwissenschaft. Danach war er von 1924 bis 1926 in Berlin als Studienrat im höheren Schuldienst tätig. Ab 1926 lehrte er als Ordinarius an der Universität Königsberg, bevor er 1929 den Lehrstuhl für Slawistik und vergleichende Sprachwissenschaft an der Universität Tübingen übernahm, wo er bis 1945 auch slawistische Veranstaltungen abhielt. Sittig trat 1933 der NSDAP bei. Im Zweiten Weltkrieg wurde Sittig wie schon im Ersten in einer Dechiffrierabteilung eingesetzt.
Nach 1950 widmete sich Ernst Sittig dem minoischen „Schrift- und Sprachenrätsel“. Eigentlich ein Spezialist des Etruskischen, wobei er schon 1910 ein Kenner von zehn antiken Sprachen war, hatte Sittig kurz vor dem Ersten Weltkrieg auf Zypern 1914 einen Zweisprachenstein (Bilingue) in eteokyprischer und altgriechischer Sprache erkannt, ein Teil des Steines im Original, den anderen auf einem Foto. Aus den Schriftzeichen nahm er bereits zu diesem Zeitpunkt eine Verwandtschaft zwischen der kyprischen Schrift und der kretischen Linearschrift an. Seine Untersuchungen von Linearschriften aus Attika und Böotien (die Mykenische Kultur bediente sich bei der Linearschrift B der kretischen Schrift) führten Sittig 1951 zur richtigen Bestimmung von acht Lautwerten aus fünfzig kretischen Silbenzeichen.
Kurz vor seinem Tod beschäftigte sich Sittig 1955 mit dem Versuch der Entzifferung des Diskos von Phaistos. Er hielt die auf diesem eingedrückten Stempelzeichen für eine piktografische Silbenschrift aus der Zeit um 1600 v. Chr. in griechischer Sprache. Sittig verwendete bei der Entzifferung eine statistische Methode, die Häufigkeitsberechnung von Silben nach ihrer Stellung im Wort. Dabei würden die Bildzeichen des Diskos akrophonisch verwendet, so bedeute das „Schiff“ den Silbenwert NA (von griechisch Naus für ‚Schiff‘), das „Stierfell“ TA (von Tauros ‚Stier‘) und der „Kopf eines Mannes mit Federbusch“ A (von Archos Aner ‚Fürst‘). Linksläufig könne man so beispielsweise ATANA MEKALA (‚große Athene‘) lesen. Insgesamt seien nach dieser Methode 32 von 45 Silbenzeichen lesbar, nicht unbedingt jedoch von den Wörtern her verständlich. Die erarbeiteten Erkenntnisse konnte Ernst Sittig nicht mehr vervollständigen, er verstarb nach einer Herzerkrankung am 25. Dezember 1955.

## Schriften (Auswahl)
- De Graecorum nominibus Theophoris. Halle 1911 (Dissertation).
- Ancient Greek Theophoric Proper Names. 1912 (Nachdruck Chicago 1981).
- Litauische Dialekte. 5 Teile, Berlin 1928/29.
- Der polnische Katechismus der Ledezma und die litauischen Katechismen des Daugssa und des Anonymus vom Jahre 1605 nach d. Krakauer Originalen u. Wolters Neudr. interlinear. Göttingen 1929.
- Das Älter der Anordnung unserer Kasus und der Ursprung ihrer Bezeichnung als „Fälle“. Stuttgart 1931.
- Litauisch. 2 Teile, Berlin/Leipzig 1935.
- Corpus Inscriptionum Etruscarum. Band 2, 1, 3: Tit. 5327-5606. Barth, Leipzig 1936.
- Methodologisches zur Entzifferung der kretischen Silbenschrift Linear B. In: Minos: Revista de filología egea. Nr. 3. Consejo Superior de Investigaciones Cientificas, 1954, ISSN 0544-3733, S. 10–19 (Online [PDF; 679 kB; abgerufen am 14. Februar 2014]).
- Sprachen die Minoer Griechisch? In: Minos: Revista de filología egea. Nr. 3. Consejo Superior de Investigaciones Cientificas, 1954, ISSN 0544-3733, S. 87–99 (campus.usal.es [PDF; 894 kB; abgerufen am 14. Februar 2014]).
- Zur Entzifferung der minoisch-kyprischen Tafel von Enkomi. In: Minos: Revista de filología egea. Nr. 4. Consejo Superior de Investigaciones Cientificas, 1956, ISSN 0544-3733, S. 33–42 (campus.usal.es [abgerufen am 14. Februar 2014]).